# فرودگاه گرندس-برجرنس
فرودگاه گرندس-برجرنس (به انگلیسی: Grandes-Bergeronnes Airport) یک فرودگاه همگانی است که یک باند فرود آسفالت دارد و طول باند آن ۴۵۷ متر است. این فرودگاه در کشور کانادا قرار دارد و در ارتفاع ۲۱ متری از سطح دریا واقع شده‌است.